# Saclas
Saclas  [sakla] je francouzská obec v departementu Essonne v regionu Île-de-France.

## Poloha
Saclas se nachází asi 57 km jihozápadně od Paříže. Obklopují ji obce Étampes na severu a severozápadě, Boissy-la-Rivière na severovýchodě, Saint-Cyr-la-Rivière na východě a jihovýchodě, Méréville na jihu a jihozápadě a Guillerval na západě.